# Marc Sexti Sabí
Marc Sexti Sabí (llatí: Marcus Sextius Sabinus) va ser un magistrat romà del segle iii aC. Formava part de la gens Sèxtia, una gens romana d'origen plebeu.
Va seguir el cursus honorum i era edil plebeu l'any 203 aC i pretor l'any següent, el 202 aC. El 201 aC va obtenir el govern de la província de la Gàl·lia Cisalpina com a propretor.